# Chiriquí (prowincja)
Chiriquí – prowincja w zachodniej części Panamy. 
Stolica: David

Liczba ludności: 459 507 (2018, szacowana)

Powierzchnia: 6 548 km²

Najwyższy punkt: wulkan Baru (3 475 m n.p.m.).
Położona jest nad Oceanem Spokojnym. Od zachodu graniczy z Kostaryką, od północy z prowincją Bocas del Toro i regionem autonomicznym Ngöbe-Buglé, od wschodu z prowincją Veraguas. Klimat zróżnicowany: od tropikalnego nad oceanem do umiarkowanego w górach. Najważniejszą gałęzią gospodarki jest rolnictwo. Wskaźnik rozwoju społecznego wynosi 0,738 (wysoki).